# Liste der Baudenkmale in Lüneburg – Beim Benedikt
In der Liste der Baudenkmale in Lüneburg – Beim Benedikt sind Baudenkmale in der Straße Beim Benedikt in der niedersächsischen Stadt Lüneburg aufgelistet. Die Quelle der IDs und der Beschreibungen ist der Denkmalatlas Niedersachsen. Der Stand der Liste ist der 1. Januar 2022.

## Allgemein
In den Spalten befinden sich folgende Informationen:
- Lage: die Adresse des Baudenkmales und die geographischen Koordinaten. Kartenansicht, um Koordinaten zu setzen. In der Kartenansicht sind Baudenkmale ohne Koordinaten mit einem roten Marker dargestellt und können in der Karte gesetzt werden. Baudenkmale ohne Bild sind mit einem blauen Marker gekennzeichnet, Baudenkmale mit Bild mit einem grünen Marker.
- Bezeichnung: Bezeichnung des Baudenkmales
- Beschreibung: die Beschreibung des Baudenkmales. Unter § 3 Abs. 2 NDSchG werden Einzeldenkmale und unter § 3 Abs. 3 NDSchG Gruppen baulicher Anlagen und deren Bestandteile ausgewiesen.
- ID: die Objekt-ID des Baudenkmales
- Bild: ein Bild des Baudenkmales, ggf. zusätzlich mit einem Link zu weiteren Fotos des Baudenkmals im Medienarchiv Wikimedia Commons. Wenn man auf das Kamerasymbol klickt, können Fotos zu Baudenkmalen aus dieser Liste hochgeladen werden:

## Baudenkmale
| Lage                                              | Bezeichnung           | Beschreibung | ID       | Bild           |
| ------------------------------------------------- | --------------------- | --- | -------- | -------------- |
| Beim Benedikt 1 53° 14′ 54″ N, 10° 23′ 58″ O      | Hospital St. Benedikt | Erbaut wurde es im Jahre 1787. Es war eine Einrichtung zur Unterstützung armer Menschen.                                                                            | 30663751 | Weitere Bilder |
| Beim Benedikt 1 53° 14′ 53″ N, 10° 23′ 57″ O      | Schuppen              | | 30687756 |                |
| Beim Benedikt 3 53° 14′ 55″ N, 10° 23′ 59″ O      | Wohnhaus              | | 30656556 |                |
| Beim Benedikt 4 53° 14′ 55″ N, 10° 23′ 58″ O      | Wohnhaus              | | 30678092 |                |
| Beim Benedikt 5 53° 14′ 55″ N, 10° 23′ 58″ O      | Wohnhaus              | | 30684354 |                |
| Beim Benedikt 6 53° 14′ 56″ N, 10° 23′ 58″ O      | Wohnhaus              | | 30678074 |                |
| Beim Benedikt 7 53° 14′ 56″ N, 10° 23′ 58″ O      | Wohnhaus              | | 30684372 |                |
| Beim Benedikt 10 53° 14′ 57″ N, 10° 23′ 57″ O     | Schuppen              | | 30680558 |                |
| Beim Benedikt 10 53° 14′ 57″ N, 10° 23′ 57″ O     | Umfassungsmauer       | | 30644055 |                |
| Beim Benedikt 10 53° 14′ 56″ N, 10° 23′ 55″ O     | Strafanstalt          | Die ehemalige Kettenstrafanstalt. Hier wurden Arme, Waisen, Straftäter und Geisteskranke untergebracht. Die Gefangenen wurden mit Ketten gefesselt, daher der Name. | 30663684 |                |
| Beim Benedikt 11/11a 53° 14′ 54″ N, 10° 23′ 55″ O | Zellenflügel          | | 30663709 |                |